# Nicholas Mead
Nicholas Mead (conocido como Nick Mead; Strafford, 12 de marzo de 1995) es un deportista estadounidense que compitió en remo.
Participó en dos Juegos Olímpicos de Verano, obteniendo una medalla de oro en París 2024, en la prueba de cuatro sin timonel, y el cuarto lugar en Tokio 2020, en la prueba de ocho con timonel.
Ganó dos medallas de plata en el Campeonato Mundial de Remo, en los años 2017 y 2023.

## Palmarés internacional
| Juegos Olímpicos   | Juegos Olímpicos          | Juegos Olímpicos | Juegos Olímpicos   |
| Año                | Lugar                     | Medalla          | Prueba             |
| ------------------ | ------------------------- | ---------------- | ------------------ |
| 2024               | París (Francia)           | Medalla de oro   | Cuatro sin timonel |
| Campeonato Mundial |                           |                  |                    |
| Año                | Lugar                     | Medalla          | Prueba             |
| 2017               | Sarasota (Estados Unidos) | Medalla de plata | Ocho con timonel   |
| 2023               | Belgrado (Serbia)         | Medalla de plata | Cuatro sin timonel |